# En Joan dels Miracles
En Joan dels Miracles és una comèdia dramàtica en tres actes, original d'Ignasi Iglésias, estrenat al teatre Romea de Barcelona, la vetlla del 18 d'abril de 1908.

## Repartiment de l'estrena
Actors de repartiment.
- Mariagna, 48 anys: Adela Clemente.
- Rosina, 25 anys: Margarida Xirgu.
- Agnès, 20 anys: Antònia Vallvé.
- Joan, 50 anys: Joaquim Viñas.
- Francesc, 22 anys: Joan Vehil.
- Esteve, 45 anys: Miquel Sirvent.
- Tomàs, 50 anys: Vicent Daroqui.
- Valentí, 28 anys: Avel·lí Galceran.
- Lluc, 60 anys: Ramon Tor.
- Iscle 50 anys: Agustí Antiga.

Direcció artística: Ignasi Iglésias